# مپل گروو، شهرستان مانیسته، میشیگان
مپل گروو (به انگلیسی: Maple Grove Township) یک منطقهٔ مسکونی در ایالات متحده آمریکا است که در شهرستان منیستی، میشیگان واقع شده‌است.
 مپل گروو ۹۲٫۶ کیلومتر مربع مساحت و ۱٬۲۸۵ نفر جمعیت دارد و ۲۲۸ متر بالاتر از سطح دریا واقع شده‌است.